# Euproctis fusipennis
Euproctis fusipennis är en fjärilsart som beskrevs av Walker 1862. Euproctis fusipennis ingår i släktet Euproctis och familjen tofsspinnare. Inga underarter finns listade i Catalogue of Life.